# Arthur Forissier
Arthur Forissier, né le 2 septembre 1994 à Saint-Étienne, est un triathlète français. Il est spécialisé dans le cross triathlon et la série Xterra. Il remporte les titres de champion de France, d'Europe et du monde de cette discipline. Il est le frère du triathlète Félix Forissier.

## Biographie

### Jeunesse
Ancien vététiste, Arthur Forissier rejoint l'ASMSE Tri 42 de Saint-Étienne, club de triathlon, pour la saison 2010-2011. Novice en natation, il s'oriente dans un premier temps vers le duathlon, mais échoue à se qualifier pour les championnats de France.

### Carrière professionnelle
En 2012-2013, Arthur Forissier rejoint le cross triathlon, il pratique sur le circuit Xterra, se qualifiant pour la finale mondiale, à Maui.
En 2014, il prend la seconde place des championnats de France de triathlon cross derrière le tenant du titre Brice Daubord. Lors des championnats d'Europe 2014, il termine à la seconde place. Lors des Mondiaux de 2014, le Français termine 18e. Il rejoint l'une des rares équipes professionnelles de France de triathlon, le Team LeWatt à la fin de l'année.
En 2015, vainqueur de l'étape Xterra de Suisse, il devient champion d'Europe. Lors des championnats du monde, le Stéphanois termine 8e.
En parallèle de ses activités en triathlon, Arthur Forissier, après avoir obtenu un BTS en gestion forestière, oriente ses études vers une licence de STAPS.

## Palmarès
Le tableau présente les résultats les plus significatifs (podium) obtenus sur le circuit national et international de triathlon depuis 2014.
| Année | Compétition                               | Pays      | Position           | Temps           |
| ----- | ----------------------------------------- | --------- | ------------------ | --------------- |
| 2025  | Championnats du monde de duathlon cross   | Espagne   | Médaille de bronze | 1 h 35 min 30 s |
| 2023  | Championnats du monde de triathlon cross  | Espagne   | Médaille de bronze | 1 h 34 min 3 s  |
| 2022  | Championnats du monde de triathlon cross  | Roumanie  | Médaille de bronze | 2 h 3 min 28 s  |
| 2021  | Championnats du monde de triathlon cross  | Espagne   | Médaille d'argent  | 1 h 24 min 50 s |
| 2019  | Championnats de France de triathlon cross | France    | Médaille d'or      | 2 h 7 min 57 s  |
| 2019  | Championnats du monde de triathlon cross  | Espagne   | Médaille d'or      | 1 h 48 min 21 s |
| 2018  | Championnat de France triathlon cross     | France    | Médaille d'or      | 1 h 49 min 2 s  |
| 2015  | Championnats d'Europe de triathlon cross  | Allemagne | Médaille d'or      | 2 h 33 min 12 s |
| 2014  | Championnats d'Europe de triathlon cross  | Italie    | Médaille d'argent  | 2 h 18 min 12 s |
| 2014  | Championnats de France de triathlon cross | France    | Médaille d'argent  | Timing          |